# یواس‌اس پاو پاو (۱۸۶۳)
یواس‌اس پاو پاو (۱۸۶۳) (به انگلیسی: USS Paw Paw (1863)) یک کشتی بود که طول آن ۱۲۰ فوت (۳۷ متر) بود.